# Czerwiec 2025

## 30 czerwca
- Cezary Kulesza został ponownie wybrany na prezesa Polskiego Związku Piłki Nożnej. Zgłoszeni przez niego dotychczasowi wiceprezesi PZPN: Henryk Kula, Maciej Mateńko oraz Mieczysław Golba, zostali odrzuceni w głosowaniu przez delegatów. Na nowych wiceprezesów PZPN wybrano Adama Kaźmierczaka, Sławomira Kopczewskiego oraz Dariusza Mioduskiego[1].

## 29 czerwca
- Co najmniej 11 osób zginęło, a siedem zostało rannych w wyniku zawalenia się kopalni złota w Houeid w Sudanie[2].
- Inwazja Rosji na Ukrainę: Siły rosyjskie wystrzeliły ponad 500 dronów i rakiet na Ukrainę, atakując infrastrukturę krytyczną i raniąc co najmniej 12 osób. Ukraina stwierdziło, że był to największy rosyjski atak powietrzny na ten kraj od początku wojny[3]. W trakcie działań bojowych zginął m.in. podpułkownik Maksym Ustymenko, pilot samolotu F-16, który również się rozbił; był to czwarty utracony F-16 przez Ukrainę[4][5][6].
- Miss Polski 2025: Oliwia Mikulska została Miss Polski[7].

## 28 czerwca
- Co najmniej 37 osób zginęło, a 30 zostało rannych, gdy dwa autobusy zderzyły się i stanęły w płomieniach na autostradzie w regionie Kilimandżaro w Tanzanii[8].
- Liczba ofiar śmiertelnych osuwiska w Medellín w Kolumbii, do którego doszło 25 czerwca, wzrosła do 22, a osiem osób nadal uważano za zaginione[9].
- Ze stanowiska prezesa Katolickiej Agencji Informacyjnej (KAI) po 32 latach zrezygnował Marcin Przeciszewski[10].

## 27 czerwca
- Liczba ofiar śmiertelnych ogólnokrajowych powodzi w ciągu ostatnich 24h wzrosła do 36 osób. Co najmniej 18 osób zginęło, dziesięć zaginęło, a 58 osób zostało uratowanych po gwałtownych powodziach wywołanych przez deszcze przedmonsunowe, które porwały dziesiątki turystów piknikujących nad rzeką Swat w Chajber Pasztunchwa w Pakistanie[11][12].
- 19 osób zginęło, a trzy zostały ranne, gdy minibus zderzył się z ciężarówką na drodze regionalnej w Aszmun w Al-Minufijja w Egipcie[13].
- W Japonii, wykonano karę śmierci na seryjnym mordercy Takahiro Shiraishim, znanym jako „Morderca z Tindera”[14].

## 25 czerwca
- 29 osób zginęło, a 280 zostało rannych po wybuchu, który wywołał panikę w szkole średniej w Bangi w Republice Środkowoafrykańskiej. Prezydent Faustin-Archange Touadéra ogłosił trzy dni żałoby narodowej[15].
- Pierwszy pociąg z Korei Północnej przybył na Dworzec Jarosławski w Moskwie po 5-letniej przerwie spowodowanej pandemią COVID-19[16].

## 24 czerwca
- Inwazja Rosji na Ukrainę: Siły rosyjskie przeprowadziły atak rakietowy za pomocą rakiet balistycznych Iskander-M na Dniepr na Ukrainie, zabijając co najmniej 19 osób i raniąc 300 kolejnych. Dwóch kolejnych cywilów zginęło, a dziewięciu kolejnych zostało rannych w Samarze w obwodzie dniepropetrowskim w wyniku rosyjskiego nalotu[17][18][19].
- Co najmniej 11 osób zginęło, w tym nastolatek, a 20 zostało rannych, gdy uzbrojeni napastnicy otworzyli ogień na przyjęciu z okazji Narodzenia św. Jana Chrzciciela w Irapuato w meksykańskim stanie Guanajuato[20].
- Szczyt NATO w Hadze 2025: Szczyt NATO odbył się w Hadze w Holandii[21].

## 23 czerwca
- Zaprezentowno pierwsze zdjęcia z Obserwatorium im. Very C. Rubin, którego teleskop dysponuje rekordowo dużą matrycą CCD (3,2 gigapiksela)[22].
- Inwazja Rosji na Ukrainę: Siły rosyjskie przeprowadziły zakrojony na szeroką skalę atak dronów i rakiet na Kijów na Ukrainie. W wyniku ataku zniszczeniu uległy obszary mieszkalne, szpitale i infrastruktura sportowa. Zginęło dziewięć osób, a co najmniej 33 zostało rannych[23].

## 21 czerwca
- Co najmniej osiem osób zginęło, a 13 zostało rannych w wypadku balonu w Praia Grande, Santa Catarina w Brazylii[24][25].
- Miss Polonia 2025: Maja Todd została Miss Polonia[26].

## 20 czerwca
- Inwazja Rosji na Ukrainę: Siły rosyjskie przeprowadziły zakrojony na dużą skalę atak dronów na Odessę, niszcząc budynki i obiekty użyteczności publicznej. W wyniku ataku jedna osoba zginęła, a 14 zostało rannych[27].

## 18 czerwca
- Po 18 miesiącach negocjacji japoński producent stali Nippon Steel sfinalizował przejęcie amerykańskiego U.S. Steel za 14,9 mld dolarów. Umowa pozwoliła U.S. Steel zachować nazwę i siedzibę w Pittsburgh w Pensylwanii, a rząd Stanów Zjednoczonych ma możliwość weta wobec decyzji korporacyjnych w razie potrzeby[28][29].
- Statek kosmiczny SpaceX Starship 36 eksplodował, gdy podczas statycznego testu ogniowego doszło do „poważnej anomalii”[30].

## 17 czerwca
- Inwazja Rosji na Ukrainę: Rosja wystrzeliła 440 dronów i 32 rakiety w kierunku stolicy Ukrainy, niszcząc budynki i obiekty użyteczności publicznej oraz zabijając 15 osób i raniąc kilkadziesiąt kolejnych[31].

## 16 czerwca
- Liczba ofiar śmiertelnych gwałtownych zjawisk pogodowych i powodzi w Prowincji Równikowej w Demokratycznej Republice Konga wzrosła do co najmniej 77, a ponad 100 osób nadal było uznawanych za zaginione[32].

## 15 czerwca
- W Rzymie został beatyfikowany kongijski celnik Floribert Bwana Chui, który zginął za swój sprzeciw wobec korupcji w 2007 roku. Uroczystości przewodniczył kardynał Marcello Semeraro[33].
- Robert Kubica, Yifei Ye i Phil Hanson wygrali wyścig 24h Le Mans 2025, jadąc Ferrari 499P zespołu AF Corse[34].

## 14 czerwca
- Co najmniej 19 osób zginęło w wyniku powodzi i osunięć ziemi wywołanych ulewnymi deszczami w Kinszasie w Demokratycznej Republice Konga[35][36].
- Liczba ofiar powodzi wywołanych burzą w Prowincji Przylądkowej Wschodniej w Południowej Afryce na początku tego tygodnia wzrosła do 86 osób, a policja nadal znajdowała ciała ofiar w wodzie[37].

## 13 czerwca
- Katastrofa lotu Air India 171: Liczba ofiar śmiertelnych katastrofy Boeinga 787 Dreamliner linii Air India, która miała miejsce dzień wcześniej w Ahmadabadzie w Indiach, wzrosła do 279 osób. Według źródła policyjnego potwierdzono 38 ofiar śmiertelnych na ziemi[38].
- Rozpoczęła się izraelska operacja wojskowa Naród jak Lwica, zakładająca likwidację celów związanych z irańskim programem nuklearnym. W trakcie izraelskich ataków na Iran zginęli m.in. szef sztabu irańskich sił zbrojnych generał dywizji Mohammad Bagheri, naczelny dowódca Korpusu Strażników Rewolucji Islamskiej generał Hosejn Salami, generał Gholam Ali Raszid oraz Ali Szamchani[39].
- Konkurs Premier podczas LXII Krajowego Festiwalu Piosenki Polskiej w Opolu wygrała Anna Iwanek, która zdobyła nagrodę jury oraz Katarzyna Żak, która zdobyła Nagrodę im. Karola Musioła (nagroda publiczności)[40].

## 12 czerwca
- Katastrofa lotu Air India 171: W Ahmadabadzie w stanie Gudźarat w Indiach rozbił się samolot Boeing 787-8 Dreamliner linii Air India. Na pokładzie znajdowały się 242 osoby, w tym 230 pasażerów i 12 członków załogi[41].
- Obraz Jacka Malczewskiego pt. Rzeczywistość został sprzedany na aukcji w Domu Aukcyjnym Desa Unicum za 22,2 mln zł stając się najdrożej sprzedanym dziełem sztuki w Polsce[42].
- Rozpoczął się LXII Krajowy Festiwal Piosenki Polskiej w Opolu:
  - W konkursie Debiutów, Nagrodę im. Anny Jantar otrzymał Daniel Godson, zaś laureatem nagrody publiczności został Stanisław Kukulski[43].
  - W ramach wydarzeń towarzyszących festiwalowi, nad stawem zamkowym w Opolu odsłonięto Pomnik Ewy Demarczyk, według projektu prof. Mariana Molendy[44].
- Polski Związek Piłki Nożnej poinformował, że selekcjoner reprezentacji Polski w piłce nożnej Michał Probierz, podał się do dymisji[45].

## 11 czerwca
- Inwazja Rosji na Ukrainę: Rosja przeprowadziła ataki dronów na Charków, niszcząc budynki i obiekty publiczne oraz zabijając trzy osoby i raniąc 60 kolejnych[46].
- Sejm RP udzielił wotum zaufania na wniosek Prezesa Rady Ministrów trzeciemu rządowi Donalda Tuska[47].
- Prezydent Argentyny Javier Milei otrzymał Nagrodę Genesis za wsparcie dla Izraela podczas wizyty państwowej w tym kraju. Tym samym był pierwszym nie-Żydem, który otrzymał takie wyróżnienie[48][49].

## 10 czerwca
- Wycofywanie się z użycia paliw kopalnych: Rząd brytyjski ogłosił, że zainwestuje 14,2 miliarda funtów w budowę nowej elektrowni jądrowej Sizewell C w Suffolk w Anglii, co ma zmniejszyć zależność kraju od paliw kopalnych[50][51].
- The Walt Disney Company zamknął umowę na nabycie udziałów NBCUniversal w serwisie streamingowym Hulu za kwotę 439 milionów dolarów, finalizując w ten sposób przejęcie Hulu[52][53].

## 9 czerwca
- Co najmniej 15 osób zginęło, głównie studentów, a 33 zostało rannych, w tym siedmiu ciężko, w wypadku drogowym, do którego doszło, gdy kierowca stracił panowanie nad autobusem i uderzył w tył minivana na autostradzie East-West w pobliżu Gerik w stanie Perak w Malezji[54].

## 8 czerwca
- Zakończył się wielkoszlemowy turniej French Open. W grze pojedynczej mężczyzn tytuł obronił Carlos Alcaraz, a wśród kobiet zwyciężyła Coco Gauff[55].

## 7 czerwca
- Inwazja Rosji na Ukrainę: Według lokalnych władz rosyjski atak powietrzny na Charków na Ukrainie, w którym wykorzystano drony Shahed, pociski manewrujące i bomby szybujące, zabił cztery osoby i ranił co najmniej 60 kolejnych[56].
- W Kirgistanie zburzono 23-metrowy pomnik radzieckiego przywódcy Włodzimierza Lenina. Uważano go za najwyższy pomnik Lenina w Azji Środkowej[57].

## 6 czerwca
- Inwazja Rosji na Ukrainę: Nocny atak rosyjskich rakiet i dronów na Kijów zabił trzy osoby, ranił 49 kolejnych oraz spowodował pożary w całej stolicy, w tym w wielu dzielnicach. Według Kijowskiej Administracji Miejskiej co najmniej 2 tys. domów straciło dostęp do prądu. Podczas ataku wystrzelono łącznie co najmniej 407 dronów i 45 rakiet[58][59].
- Radar na okręcie flagowym Royal Australian Navy „HMAS Canberra” (L02) przypadkowo zablokował bezprzewodowy dostęp do internetu i usługi radiowe w Nowej Zelandii, zanim incydent został rozwiązany[60].

## 5 czerwca
- Miała miejsce światowa premiera konsoli do gier Nintendo Switch 2[61][62].

## 4 czerwca
- 11 osób zginęło, a 50 zostało rannych w wyniku paniki na stadionie M. Chinnaswamy w Bengaluru, w Indiach[63].
- Prezydent Donald Trump podpisał proklamację zakazującą wjazdu do Stanów Zjednoczonych obywatelom 12 krajów uznanych za „bardzo wysokiego ryzyka” ze względu na działalność terrorystyczną, wrogie rządy i wysokie wskaźniki przekroczenia ważności wizy, jednocześnie nakładając dodatkowe ograniczenia na gości z kilku innych krajów. Wyjątki dotyczą wybranych kategorii, w tym sportowców i dyplomatów. Trump podał niedawny atak bombowy w Boulder w stanie Kolorado jako powód zakazu[64].
- Chile podpisało umowę z Google na budowę pierwszego podmorskiego światłowodu łączącego Amerykę Południową z Australią. Google zainwestowało w projekt co najmniej 300 milionów dolarów, podczas gdy rząd Chile zainwestował 25 milionów dolarów[65][66].

## 3 czerwca
- Inwazja Rosji na Ukrainę: SBU po raz trzeci zaatakowała Most Krymski. Agenci przez kilka miesięcy podkładali materiały wybuchowe („1100 kg ekwiwalentu trotylu”) na filarach podtrzymujących most. O 4:44 nad ranem zdetonowano pierwsze materiały wybuchowe, pozostawiając konstrukcję wsporczą w „stanie krytycznym” (nie powodując ofiar wśród cywilów). Podwodne podpory filarów zostały poważnie uszkodzone na dolnym poziomie. Most został zamknięty, podczas gdy trwało badanie konstrukcji[67][68][69].
- Lee Jae-myung wygrał wybory prezydenckie w Korei Południowej[70].

## 1 czerwca
- Inwazja Rosji na Ukrainę – Operacja Pajęczyna: Ukraina poinformowała, że co najmniej 40 rosyjskich samolotów bojowych, w tym kilka bombowców strategicznych, zostało zniszczonych lub uszkodzonych w wyniku ataków dronów na cztery bazy lotnicze na terytorium Rosji[71][72][73].
- Odbyła się druga tura wyborów prezydenckich w Polsce, które wygrał Karol Nawrocki[74][75].
- Zakończył się wyścig Giro d’Italia 2025, w którym pierwsze miejsce zajął Simon Yates[76].